# Bandānow
Bandānow (persiska: بندانو) är en ort i Iran.   Den ligger i provinsen Bushehr, i den södra delen av landet, 900 km söder om huvudstaden Teheran. Bandānow ligger 588 meter över havet och antalet invånare är 135.
Terrängen runt Bandānow är varierad. Bandānow ligger nere i en dal.Runt Bandānow är det ganska glesbefolkat, med 31 invånare per kvadratkilometer. Närmaste större samhälle är Jam, 7,8 km sydost om Bandānow. Omgivningarna runt Bandānow är i huvudsak ett öppet busklandskap.